# 诗人王子
诗人王子是法国国内授予不同国籍的法语诗人的非正式荣誉头衔。通常诗人王子這一頭銜是在前任去世后传给新的诗人。这一头衔曾受到批评——在20世纪，圣琼·佩斯甚至拒绝接受此头衔。